# Mallersdorf-Pfaffenberg
Mallersdorf-Pfaffenberg ist eine Marktgemeinde im niederbayerischen Landkreis Straubing-Bogen. Sie entstand 1972 durch den Zusammenschluss von Mallersdorf und Pfaffenberg zum Markt Mallersdorf-Pfaffenberg.

## Geographie

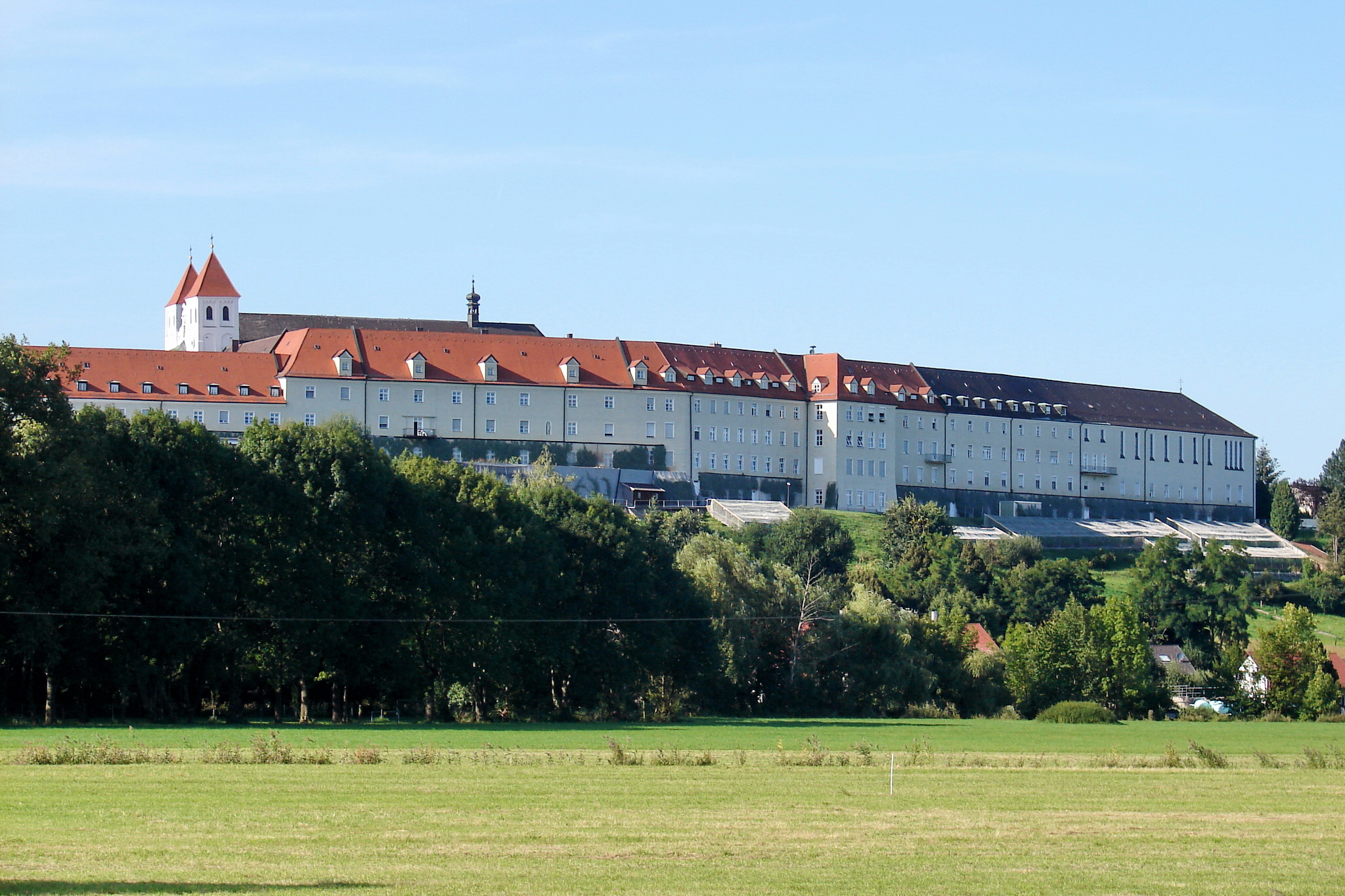
Franziskanerinnenkloster Mallersdorf

### Lage
Mallersdorf-Pfaffenberg liegt an der Kleinen Laber im tertiären Donau-Isar-Hügelland, jeweils 30 km von Straubing, Regensburg, Landshut und Dingolfing entfernt bzw. jeweils etwa 100 km von München und Nürnberg.
Die raumstrukturelle Einheit des Marktes ist laut Landesentwicklungsprogramm (LEP) des Freistaats Bayern als Mittelzentrum eingeordnet, da sie für das ländlich geprägte Umland durch ihre zentralörtliche Infrastrukturausstattung eine mittelzentrale Position einnimmt.

### Gemeindegliederung
Es gibt 51 Gemeindeteile:
- Ascholtshausen
- Baumühle
- Berghausen
- Breitenhart
- Dillkofen
- Ettersdorf
- Galling
- Hainkirchen
- Hainthal
- Hirschenkreuth
- Hochstetten
- Holzen
- Holztraubach
- Hörgelsdorf
- Klause
- Kleinzaitzkofen
- Kumpfmühle
- Lehrlbach
- Mallersdorf
- Mallersdorf-Bahnhof
- Mitterhaselbach
- Neuburg
- Niederlindhart
- Oberellenbach
- Oberhaselbach
- Oberhausen
- Oberlindhart
- Pfaffenberg
- Pisat
- Ried
- Roith
- Scharn
- Schierlmühle
- Schöfbach
- Seethal
- Steinkirchen
- Steinrain
- Stiersdorf
- Stofflach
- Unterellenbach
- Unterhaselbach
- Unterhausen
- Upfkofen
- Wagensonn
- Waldhof
- Waschmühle
- Weilnberg
- Weinberg
- Westen
- Winisau
- Winkl
- Winklmühle

Es gibt die Gemarkungen Grafentraubach, Holztraubach, Mallersdorf, Oberellenbach, Oberhaselbach, Oberlindhart, Pfaffenberg und Upfkofen.

## Geschichte

### Mallersdorf

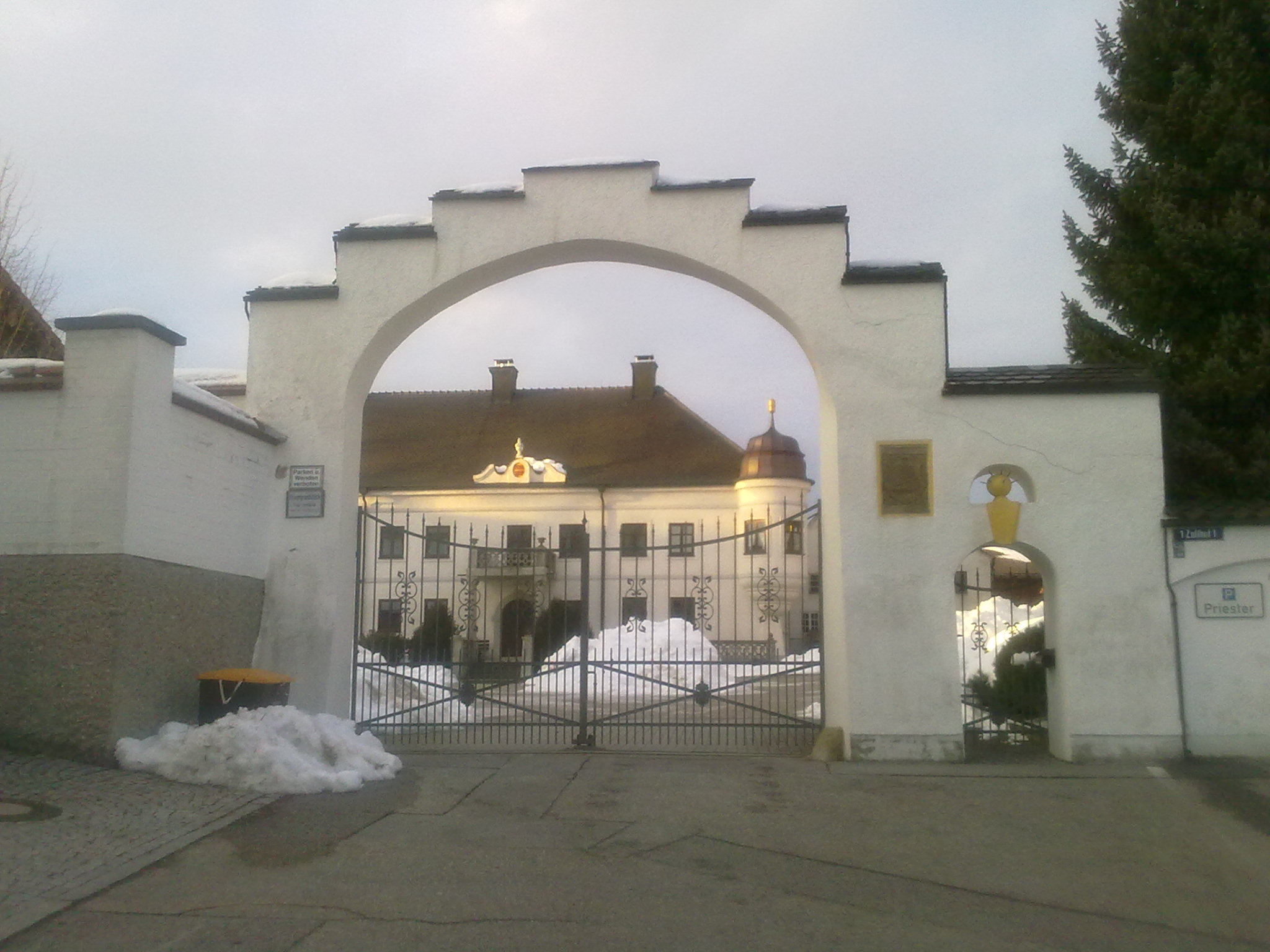
Der Zollhof in Pfaffenberg

Die Geschichte des Ortes Mallersdorf reicht vermutlich bis in die Römerzeit zurück, da die erste Burg, die dem Ort „Madilhardisdorf“ den Namen gab, auf den Resten eines römischen Kastells errichtet worden sein soll. Diese Burg war im Besitz von Mathilde von Lupburg, der 9. Äbtissin des Reichsstifts Niedermünster in Regensburg, die hier ausgedehnte Güter besaß und von deren Name sich „Mallersdorf“ letztendlich ableitet.
Mallersdorf gehörte während der Karolingerzeit zur Gaugrafschaft Kirchberg. Die Grafen Heinrich und Ernst stifteten hier 1107 ein Kloster, welches, mit der Bestätigung der Schenkung durch den späteren Kaiser Lothar III., 1129 erstmals urkundlich erwähnt wird.
Die von Benediktinermönchen geführte Lateinschule im Kloster Mallersdorf auf dem Johannisberg, die dort von 1109 bis 1803 nachweisbar ist, genoss einen vorzüglichen Ruf. Auch die bedeutende Bibliothek war Grund für die überregionale Bedeutung Mallersdorfs auf wissenschaftlichem Gebiet. Der Ehrentitel „sedes sapientiae“ (Sitz der Weisheit) bezeugt diese Stellung.
Im Zuge der Säkularisation wurde das Kloster zu einem Landwirtschaftsbetrieb mit Brauerei umfunktioniert; die Bibliothek sowie wertvolle sakrale Gegenstände wurden nach München gebracht. Eine Neubelebung erfuhr das Kloster 1869 als dort der Franziskanerinnen-Orden der Mallersdorfer Schwestern sein Mutterhaus errichtete.
(Siehe auch: Franziskanische Orden)
Nach der Säkularisation erhielt Mallersdorf zunächst ein Landgericht, aus dem 1862 das Bezirksamt, das Notariat und später das Amtsgericht hervorgingen. Obendrein befand sich in Mallersdorf ein Rentamt. Damit war der Ort Kreissitz geworden.

### Pfaffenberg
Die Geschichte des Ortes Pfaffenberg reicht bis ins 12. Jahrhundert zurück. In einem Schutzbrief von Papst Eugen III. wird der Ort das erste Mal schriftlich erwähnt. Das seit 1429 bestehende Landgericht verlegte am 9. August 1805 seinen Gerichtssitz von Pfaffenberg nach Mallersdorf. Am 24. Juni 1840 wurde das Gericht in Landgericht Mallersdorf umbenannt.

### Eingemeindungen
Im Zuge der Gebietsreform in Bayern wurden am 1. April 1971 die Gemeinden Ascholtshausen, Holztraubach, Oberellenbach und Oberlindhart in die Gemeinde Pfaffenberg eingegliedert. Am 1. Juli 1972 erfolgte der Zusammenschluss mit Mallersdorf zur neuen Gemeinde (Markt) Mallersdorf-Pfaffenberg. Die Gemeinden Niederlindhart, Oberhaselbach und Upfkofen kamen am 1. Januar 1978 hinzu.

### Landratsamt
Am 1. Juli 1972 verlor Mallersdorf den Sitz des Landratsamtes und wurde in den Landkreis Straubing-Bogen umgegliedert. Die Gemeinde war einer der wenigen Kreishauptorte in Deutschland, die als Sitz einer Kreisverwaltung keine Stadtrechte besaß.

### Einwohnerentwicklung
Im Zeitraum 1988 bis 2018 wuchs der Markt von 6069 auf 6950 um 881 Einwohner bzw. um 14,5 %.
Die Entwicklung der Einwohnerzahl zeigt folgende Tabelle:

Einwohnerentwicklung von Mallersdorf-Pfaffenberg von 1840 bis 2017

| Stichtag   | Bevölkerung |
| ---------- | ----------- |
| 01.12.1840 | 3185        |
| 01.12.1871 | 4590        |
| 01.12.1900 | 4462        |
| 16.06.1925 | 5014        |
| 17.05.1939 | 5101        |
| 13.09.1950 | 7232        |
| 06.06.1961 | 5964        |
| 27.05.1970 | 6116        |
| 25.05.1987 | 6091        |
| 31.12.1991 | 6323        |
| 31.12.1995 | 6564        |
| 31.12.2002 | 6732        |
| 31.12.2005 | 6592        |
| 31.12.2006 | 6571        |
| 31.12.2007 | 6583        |
| 31.12.2008 | 6479        |
| 31.12.2009 | 6476        |
| 31.12.2010 | 6446        |
| 31.12.2011 | 6367        |
| 31.12.2012 | 6361        |
| 31.12.2013 | 6488        |
| 31.12.2014 | 6536        |
| 31.12.2015 | 6683        |
| 31.12.2016 | 6682        |
| 31.12.2017 | 6849        |

## Politik

### Gemeinderat
| Wahljahr | CSU | FW | SPD | ödp | Unabhängig | Gesamt |
| -------- | --- | -- | --- | --- | ---------- | ------ |
| 2020     | 8   | 6  | 3   | 3   | -          | 20     |
| 2014     | 9   | 6  | 3   | 2   | -          | 20     |
| 2008     | 11  | 5  | 2   | 2   | -          | 20     |
| 2002     | 11  | 6  | 2   | 1   | -          | 20     |
| 1996     | 10  | 7  | 3   | -   | -          | 20     |
| 1990     | 12  | 5  | 3   | -   | -          | 20     |

### Bürgermeister
| Amtszeit         | Name               | Partei |
| ---------------- | ------------------ | ------ |
| seit 1. Mai 2020 | Christian Dobmeier | CSU    |
| 2002–2020        | Karl Wellenhofer   | CSU    |
| 1996–2002        | Norbert Bauer      | CSU    |
| 1984–1996        | Hans Daffner       | CSU    |
| 1976–1983        | Anton Offenberger  |        |
| 1973–1976        | Josef Feldschmidt  |        |

### Gemeindepartnerschaften
- Paderno del Grappa, Ortsteil der Gemeinde Pieve del Grappa  Italien
- Jedlicze  Polen

Aufgrund der Verdienste zur europäischen Integration durch ihre Städtepartnerschaften wurde dem Markt am 3. November 2007 die Ehrenfahne des Europarates als Dank für deren Einsatz zugunsten eines friedlichen und freiheitlichen Europas verliehen.

### Patenschaft
1985 wurde die Patenschaft für die vertriebenen Sudetendeutschen aus Gossengrün, heute Krajková übernommen.

### Wappen
| Wappen Markt Mallersdorf-Pfaffenberg | Blasonierung: „Unter Schildhaupt mit den bayerischen Rauten gespalten; vorne über rotem Dreiberg gespalten von Silber und Blau, überdeckt mit einer schräglinken goldenen Pflugschleife, oben rechts eine rote, unten links eine silberne heraldische Rose; hinten in Gold ein silbern nimbierter blauer Johannesadler über einem silbernen Schriftband mit dem Namen St. Johannes.“ |
| Wappen Markt Mallersdorf-Pfaffenberg | Das Wappen der Gemeinde Mallersdorf-Pfaffenberg wurde aus den bestehenden, traditionsreichen Wappen der beiden Orte zusammengefügt. Der so entstandene Schild ist mittig geteilt, wobei das Wappen Pfaffenbergs die rechte Flanke (vom Betrachter aus links) und Mallersdorfs die linke Flanke (rechts) innehat. Das Schildhaupt ist als Symbol der Zugehörigkeit zum Freistaat Bayern weiß-blau gerautet. Geschichte der Wappen: Das Wappen Pfaffenbergs wurde dem Gerichtssitz am 22. Oktober 1558 von dem Wittelsbacher Herzog Albrecht verliehen. Das Wappen von Mallersdorf wurde am 14. Dezember 1886 verliehen und wurde von dem 1803 verliehenen Wappen des Benediktinerklosters übernommen. Der Johannesadler wurde seit 1495 nachweislich von dem Kloster als Siegel verwendet. |

## Kultur und Sehenswürdigkeiten

### Bauwerke

#### Kloster Mallersdorf

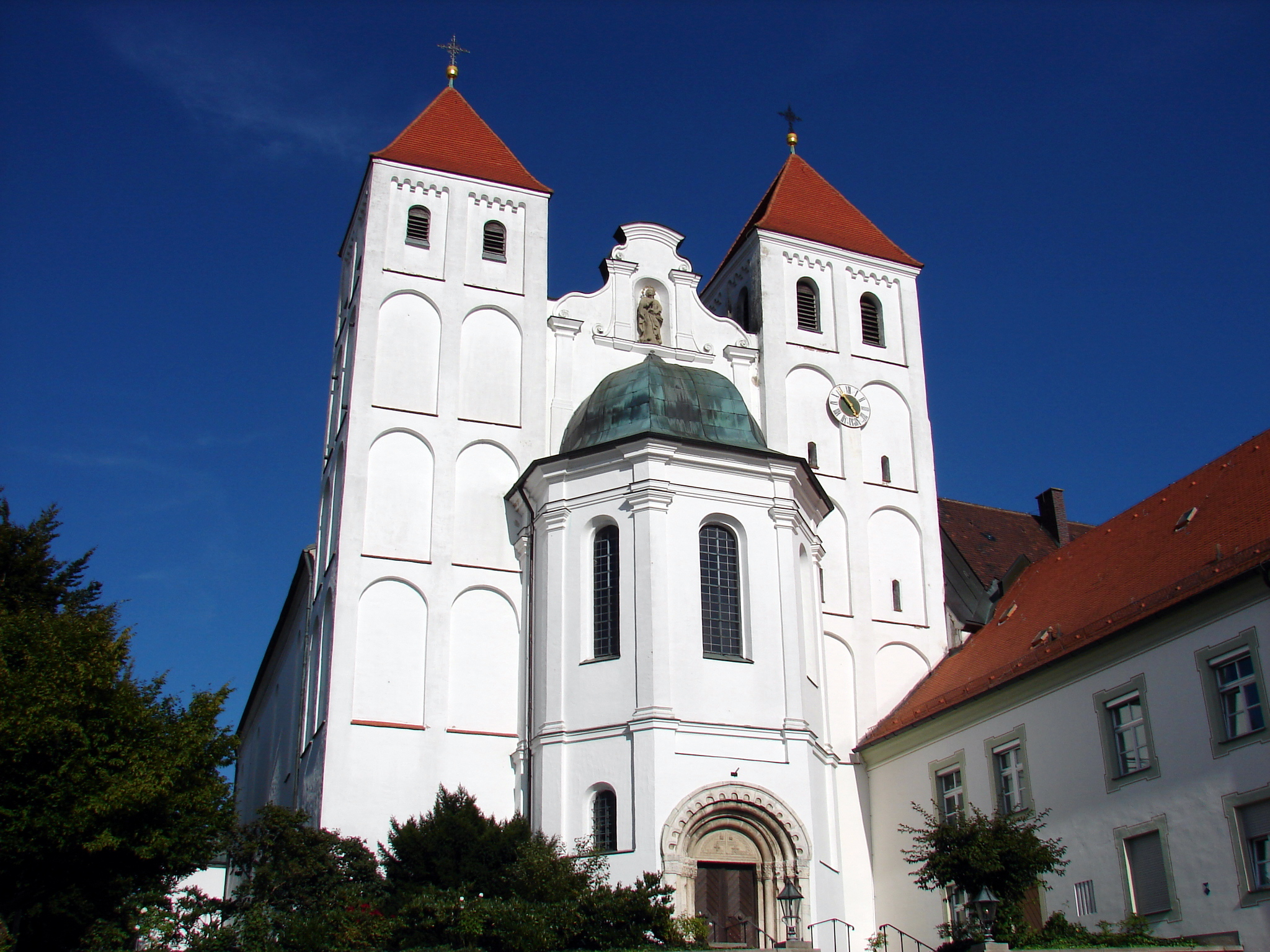
Benediktinerabteikirche St. Johannes

Das Kloster Mallersdorf, das eine Klosterrealschule betreibt, liegt auf einer Anhöhe über dem idyllischen Labertal. Der Orden der Armen Franziskanerinnen von der Heiligen Familie wurde von Paul Josef Nardini gegründet. Die dem Kloster angehörige Basilika wurde 1109 begonnen und erhielt in der Mitte des 18. Jahrhunderts ihre heutige Rokokoausstattung. In der Pfarrkirche St. Johannes befindet sich ein Hochaltar von Ignaz Günther.

#### Jüdisches Ehrenmal
Bei Pfaffenberg befindet sich ein Ehrenmal für jüdische KZ-Opfer, die im Ortsteil Oberlindhart begraben wurden. Das Denkmal wurde 1947 errichtet und durch Spenden von jüdischen Einwohnern der Region finanziert. Es handelt sich um eine Grabstätte für 67 KZ-Häftlinge, die bei einem Todesmarsch aus dem Konzentrationslager Buchenwald im Frühjahr 1945 von SS-Männern erschossen wurden, bevor sie von den Alliierten befreit werden konnten.

#### Zollhof Pfaffenberg
Das jetzt schlossartige Gebäude stammt aus dem 17. oder 18. Jahrhundert. Es war Eigentum des Domkapitels des Bischofs von Regensburg und diente als Amtshaus, eine Art Propsteigebäude. Im 20. Jahrhundert wurden von der Familie Gandorfer der Balkon über dem Eingang und die Eckerker angebaut.

#### Sonstige
- Bonifatius-Statue Westen
- Schloss Oberellenbach
- Schloss Oberhaselbach
- Kirche Mariä Opferung in Westen
- Pfarrkirche St. Peter in  Pfaffenberg
- Die ehemalige Benediktinerkirche in Mallersdorf ist heute die Pfarrkirche St. Johannes.
- Die Kirche St. Johannes der Täufer Oberlindhart mit Teilen aus dem späten 10. Jahrhundert ist eine der ältesten ländlichen Sakralbauten Ostbayerns. Sie ist ein spätgotischer Bau mit Sterngewölbe und romanischem Turm.

### Sport
- Im Gemeindeteil Mallersdorf befinden sich Sportplätze des TV Mallersdorf und eine Tennisanlage.
- Im Gemeindeteil Pfaffenberg sind im Sport- und Freizeitzentrum Igeltal Sportplätze des TSV Pfaffenberg und eine Kegelbahn zu finden. Ein Frei- und ein Hallenbad mit großer Liegewiese, Sportplatz, Laufbahn, Beachvolleyball-Anlage, Kiosk mit Terrasse, 50-m-Wettkampfbecken, 66 m langer Wasserrutsche mit Freizeitbecken, Sprungbecken mit zwei Türmen und ein Kinderplanschbecken mit Wasserpilz sind ebenfalls vor Ort. Angrenzend dazu befindet sich ein Skatepark mit Fun-Box, Skater-Quarter-Pipe, Skate-Rail und Trick-Box. Außerdem die Sportanlagen des Burkhart-Gymnasiums mit Dreifachturnhalle.
- Im Gemeindeteil Oberlindhart befinden sich die Sportplätze des SV Oberlindhart, außerdem gibt es dort  angrenzend noch gepflasterte Stockbahnen.

### Regelmäßige Veranstaltungen
Jedes Jahr am ersten Augustwochenende findet das beliebte Pfaffenberger Volksfest an den Laaberauen statt. Veranstaltet wird das Pfaffenberger Volksfest von der im Ortsteil Pfaffenberg ansässigen Privatbrauerei Stöttner.

## Wirtschaft und Infrastruktur

### Verkehr
Durch Mallersdorf-Pfaffenberg verläuft die Staatsstraße 2142 über die Straubing, Rottenburg an der Laaber und Elsendorf (und damit die A93) erreicht werden können.
Außerdem ist die Gemeinde an die B15 angebunden, die Regensburg und Landshut verbindet.
Kontrovers diskutiert wurden die Planungen zum Neubau einer Umgehungsstraße mitten durch die Laaberauen, die als natürliche Retentionsfläche und Feuchtgebiet auch seit Jahren einem Weißstorchenpaar Nahrung und Lebensraum bieten. Die durch Böschungen und Betonpfeiler höhergelegte Trasse verläuft im Zentrum der Gemeinde zwischen den Gemeindeteilen Niederlindhart-Oberlindhart und Mallersdorf-Pfaffenberg. Durch das Marktgebiet verläuft die Bundesstraße 15n (Saalhaupt-Landshut), die wie eine Autobahn ausgebaut worden ist und welche die A93 mit der A92 verbindet. Die potentielle Anschlussstelle Oberhaselbach an die Kreisstraße SR58, die kontrovers diskutiert wird, gibt es aber derzeit nicht. Stattdessen wird die B15n über Neufahrn-Nord (Asenkofen) oder Schierling-Süd (Buchhausen) außerhalb des Marktgemeindegebiets erreicht.
In den Gemeindeteilen Mallersdorf-Bahnhof, Oberlindhart und Niederlindhart befindet sich jeweils ein Haltepunkt an der Bahnstrecke Neufahrn–Radldorf.
Entlang der Kleinen Laber führt der Labertalradweg an Mallersdorf-Pfaffenberg vorbei.

### Ansässige Unternehmen
Im Industrie- und Gewerbegebiet Ettersdorf sind unter anderem ansässig:
- Kautex

In Pfaffenberg befindet sich zudem die Privatbrauerei Stöttner, deren Produkte überregional vertrieben werden. Diese betreibt nicht nur das Gasthaus Stöttner-Treff in Pfaffenberg und die Markt- und Bierbar im Gewerbegebiet zwischen Ober- und Niederlindhart, sondern bewirtschaftet auch das einzige Hallertauer Hopfenfeld im Landkreis Straubing-Bogen. 
Nahversorgung
Neben den Nahversorgungsangeboten für den täglichen und mittelfristigen Bedarf in den jeweiligen Ortskernen, hat sich zwischen den Ortsteilen Mallersdorf und Pfaffenberg eine Verdichtung von Einzelhandels- und Dienstleistungsstandorten entwickelt. Dieses neue Zentrum in der Mitte beider Ortsteile soll auch in Zukunft weiter ausgebaut werden. Auf einem ehemaligen Industrieareal ist das „Haus der Generationen (HDG)“ mit Bürgersaal, Bühne, Bewirtungsbereich, Vereinsräumen, Bücherei, Jugendzentrum u. a. entstanden, ein Neubau des Rathauses und ein weiteres Gebäude für Sportnutzung sollen folgen.

### Öffentliche Einrichtungen
- Polizeistation Mallersdorf
- Freiwillige Feuerwehr in den Gemeindeteilen Oberhaselbach, Ascholtshausen, Holztraubach, Pfaffenberg, Mallersdorf, Oberlindhart, Niederlindhart, Oberellenbach und Upfkofen
- Kreiskrankenhaus Mallersdorf
- Ärztehaus
- BRK Seniorenheim
- Kindergarten „Zum Schutzengel“
- Kindergarten „St. Elisabeth“ mit angeschlossener Kinderkrippe
- Rathaus und Standesamt
- Jugendtreff „JUMP“

### Bildung
- Burkhart-Gymnasium
- St. Martin Grund- und Mittelschule
- Förderschule St. Benedikt
- Nardini-Realschule für Mädchen im Kloster Mallersdorf
- Fachakademie für Sozialpädagogik der Ordensgemeinschaft Arme Franziskanerinnen von der Heiligen Familie, (Mallersdorfer Schwestern)
- Kurse der Volkshochschule
- Kreismusikschule

## Persönlichkeiten

### Söhne und Töchter der Stadt
- Johann Pezzl (1756–1823), Schriftsteller und Bibliothekar
- Franz Joseph Weinzierl (1777–1829), römisch-katholischer Geistlicher
- Johann Baptist Sigl (1839–1902), bayerischer Journalist und Herausgeber sowie Politiker
- Franz Xaver Haberl (1840–1910), deutscher Kirchenmusiker und Musikwissenschaftler
- Karl Gandorfer  (1875–1932), Politiker des Bayerischen Bauernbundes (BBB) (u. a. Mitglied der Weimarer Nationalversammlung und des Reichstags), von 1911 bis 1932 Bürgermeister in Pfaffenberg
- Ludwig Gandorfer (1880–1918), Politiker der SPD und USPD, führend beteiligt an der Novemberrevolution in München
- Anton Konrad (1883–1955), Richter und Staatssekretär in Bayern
- Wugg Retzer, eigentlich: Ludwig Maximilian Retzer, (1905–1984), deutscher Journalist und Schriftsteller
- Wolfgang Bender (* 1946), deutscher Ethnologe und Afrikaforscher
- Hans Rampf (* 1948), 2005–2016 Oberbürgermeister der Stadt Landshut
- Rudi Hurzlmeier (* 1952), Cartoonist, Maler und Autor
- Hans-Peter Buschheuer (* 1953), 2003–2015 Chefredakteur der Boulevard-Zeitung Berliner Kurier
- Erhard Grundl (* 1963), Politiker (Bündnis 90/Die Grünen)
- Franz Schopper (* 1964), Prähistoriker und Mittelalterarchäologe
- Josef Zellmeier (* 1964), Politiker (CSU)
- Michael Gruber (* 1965), deutscher Künstler
- Berni Mayer (* 1974), Autor, Podcaster, Übersetzer und Musiker
- Tobias Beck (* 1987 in Mallersdorf), Politiker (Freie Wähler) und IT-Projektmanager

### Persönlichkeiten, die mit der Gemeinde in Verbindung stehen
- Benedikt XVI., bürgerlich Joseph Aloisius Ratzinger, (1927–2022), emeritierter Papst; noch in seiner Funktion als Kardinal Ratzinger machte er hier Urlaub.[15]
- Manfred Müller (1926–2015), emeritierter Bischof von Regensburg; er verbrachte seinen Lebensabend im Kloster Mallersdorf, wo er auch starb.
- Josef Wallner (1908–1991), Landrat im damaligen Landkreis Mallersdorf